# Kulung (jarawa jezik)
Kulung jezik (bakuli, bakulu, bakulung, bambur, kukulung, kulu, kuluno, wo, wurkum; ISO 639-3: bbu), nigersko-kongoanski jezik uže skupine jarawa, kojim govori 15 000 ljudi (1973 SIL) u nigerijskoj državi Taraba.
Plemenska organizacija je klanska (Bambur, Balassa, Banyam i Bamingun). Ne smije se brkati s jezikom kulung [mpg] iz čada koji govore čadski, i jezikom kulung [kle] iz Nepala koji govore mahakirantski.

## Vanjske poveznice
- Ethnologue (14th)
- Ethnologue (15th)